# Irányított szög
Az irányított szögek, vagy forgásszögek a síkgeometriai szögfogalom egy kiterjesztése. Lényege röviden: a szög értékét kiterjeszti a valós számok körébe, megkönnyítve az összegzésüket.

## Definíció
Egy irányítással rendelkező síkon OA és OB félegyenesek által bezárt irányított szög az a mennyiség, amellyel az OA félegyenest pozitív irányba forgatva az OB félegyenessel átfedésbe kerül.
Jelölése: AOB∢.

## Azonosságok
Ha AOB∢=0 vagy 2π akkor OA=OB. 
A forgásszögek összeadhatóak:
- AOB∢ + BOC∢ = AOC∢

Az előző kettő alapján:
- AOB∢ = AOB∢±2π

és
- AOB∢ = -BOA∢

## Egyenesek hajlásszöge
Az e és f irányítatlan egyenesek közti hajlásszög az a szög, mellyel pozitív irányba forgatva az e egyenest az f-fel fedésbe kerül. Ennek megfelelően két egyenes hajlásszöge csupán modulo π erejéig egyértelmű.